# اریک فونویموانا
اریک فونویموانا (انگلیسی: Eric Fonoimoana؛ زادهٔ ۷ ژوئن ۱۹۶۹) بازیکن والیبال ساحلی اهل ایالات متحده آمریکا است.